# Конзервација керамике
Конзервација керамике (конзервација и рестаурација керамике) је делатност заштите и очувања историјских и археолошких керамичких или порцеланских предмета.
Под конзервацијом су укључена сва деловања усмерена на: превенцију, односно успоравање пропадања предмета, као и на побољшање доступности и разумевања културне баштине. Од значаја за конзервацију керамичких предмета је теоретско и практично познавање узрока и функција пропадања, те најважнијих техника израде и украшавања керамичких израђевина.
Неопходно је и основно познавање историјског развоја керамике, као и керамичких поставки археологије и етнологије. Велику важност има и познавање савремене конзерваторске праксе, теорије и етике, а затим и познавање научних метода истраживања предмета од керамике и порцелана.

## Керамика
Керамика је назив за групу производа из глинених сировина, од којих су за керамику основне: каолин (бела и мекана врста земље), иловаче и глине. Глинене сировине представљају пластичне састојке керамике, док су непластични састојци: кремен, кречњак, шамот и други материјали. Назив керамика потиче од речи керамикос и представљао је општи назив за производе од глине и иловаче који се пластично стварају, суше и пеку у посебним пећима.
По изгледу и употреби сва керамика се дели на на:
- грубу керамику (за индустријску употребу и употребу у грађевинарству, као цреп, опеке, покривне плоче, подови изолатори итд.)
- фину керамику (за електро материјале, материјале који се користе у здравству, грнчарске производе, украсне производе и производе за свакодневну употребу)[2]

Керамички материјали су сложена хемијска једињења која садрже метале и неорганске елементе који настају печењем или топљењем. Граница између метала и керамике се најлакше дефинише помоћу температурног коефицијента електричне отпорности.

## Подела керамике и карактеристике
Развој керамике се може пратити од горњеg палеолита у Европи и Кини, и појаве најстаријих култура. Из палеолитског грнчарства развила се данашња савремена керамика.
Данас познајемо следеће основне врсте керамике:
- теракота и обични грнчарски предмети
- каменин
- порцелан

Два основна начина израде керамичких предмета су:
- израда керамичких предмета на лончарском колу
- израда керамичких предмета ливењем

Према хемијском саставу и топлоти керамичарски материјали се деле на:
- опекарске
- грнчарске
- порозне
- камените
- порцеланске

Најстарији керамички предмети обликовани су од дугих глинених трака, односно ваљака. Након обликовања предмети се суше. Након тога се пеку на мање или више високој температури и то најмање једном, али обично више пута. Печени предмети могу бити украшени обојеним или безбојним глазурама, осликани различитим подглазурним или надглазурним бојама, позлаћени, емајлирани, застакљени или без икаквог обрађивања њихових површина.
Температура печења је различита за различите врсте керамике:
- обично досеже до 1000 °C за обичну керамику
- од 1100 до 1300 °C за каменине
- од 1200 до 1400 °C за порцелан

Гориво за ложење керамичких пећи некада је углавном било дрво, а ређе угаљ, док су данашње пећи већином на гас или електричну струју. Керамичке глазуре су по саставу сродне стаклу. Некада су већином садржавале отровне спојеве олова, док су данас по правилу безоловне, барем у развијенијим деловима света.

## Разлози пропадања керамичких предмета
Осим чисто механичких узрока оштећења, најчешћи узрок оштећења су она изазвана топивим солима, пре свега на керамици неостакљеног црепа. Оштећења изазвана топивим солима су врло присутна код археолошких материјала. Код предмета у употреби може доћи и до оштећења насталих абразијом, наглим загревање или хлађењем, мрљама од разних врста хране, стварања буђи, мрља од метала насталих услед њиховог кородирања. Код нестручно конзервираних предмета може доћи и до оштећења услед непримерено изведеног конзерваторског захвата.

## Основе конзервације керамике
Керамика се другачије конзервира у зависности од тога да ли се ради о историјским или археолошким предметима.

### Историјски предмети
Основни кораци при конзервацији историјских предмета су:
- Документовање затеченог стања

Документовање затеченог стања укључује писану и фото документацију и евентуална истраживања спроведена на самом предмету. Обавезно се документују и сви поступци, материјали који се користе при раду, а саставни део документације мора бити и препорука за даље чување предмета.
- Доношење одлука о потреби, обиму и последицама захвата

Пожељно је да у доношењу ових одлука учествује што већи број стручњака, а најмање један стручњак - историчар уметности, археолог, научник који се бави пропадањем керамичких предмета или конзерватор-рестауратор.
- Чишћење

Основно средство за чишћење је дестилована вода.
- Избељивање порцелана

За избељивање се користи 3-30% раствор водоник пероксида - за уклањање прљавштине из пукотина и тамних или масних мрља на керамици. При овоме је обавезно користити заштитне рукавице и наочаре.
- Уклањање старих рестаурација

Старе поправке предмета се најлакше уклањају уроњавањем у врућу воду, јер ће већина лепка при овом поступку барем омекшати. Лепкови на бази шелака и воштано-смолних мешавина уклањају се мешавином циклохексанона и етилендиамина. Епоксидни лепкови и лепкови на полиестеру се уклањају 15% раствором бензолсулфокиселине у диметилформамиду. Како су ово прилично токсични препарати, овај посао се мора обављати у дигестору.
- Лепљење делова

Код керамике порозног црепа користе се поливинил ацетатни лепак, или Ласко742. Код порцелана се може користити и лепак за стакло тј. Аралдит 2020. На керамици порозног црепа може се користити и угушћен раствор Паралоида Б 44.
- Ретуш оштећења

За ретуш се користе пре свега лако уклониви материјали. Постоје и готова средства за имитирање глазура. Могу се користити боље врсте водених боја или евентуално пигменти везани одговарајућим везивом. У принципу би ретуширани делови морали бити уочљиви барем из близине, у савременом се рестаурирању невидљиви ретуш изводи искључиво за потребе тржишта уметнинама, и сматра се као музеално непримерен приступ предметима.

### Археолошки предмети
Основни кораци при конзервацији историјских предмета су:
- Документовање затеченог стања

Укључује писану и фото документацију и евентуална истраживања спроведена на самом предмету. Обавезно се документују и сви поступци, материјали који се користе при раду, а саставни део документације мора бити и препорука за даље чување предмета. Код археолошких предмета било би пожељно да део документације буду и напомене о ископавању, типу тла, односно врсти и дубини воде у којој је предмет пронађен.
- Доношење одлука о потреби, обиму и последицама захвата

Пожељно је да у доношењу ових одлука учествује што већи број стручњака, а најмање археолог упознат са основним принципима конзервације археолошких предмета, научник који се бави пропадањем керамичких предмета или сам конзерватор-рестауратор.
- Чишћење

Два основна начина чишћења су: механичко и хемијско.
- Одсољавање

При одсољавању се разликује уклањање топивих соли и уклањање нерастворљивих соли.
- Лепљење делова

У принципу би се на археолошком материјалу морала користити реверзибилна лепила, пре свега она посебно обликована за ову сврху, нпр Археокол 2000 Н (немачки производ) или Ласко 742. У Сједињеним Америчким Државама се користе готови лепкови на бази Паралоида Б-72 - ХМГ Ацрилоид Б-72. Лепак на бази Паралоида Б-72 може се припремити и самостално отопљавањем смоле у што мањој количини ацетона.
- Израда реконструкција и ретуш оштећења

За сврхе израда реконструкција и ретуш оштећења се још увек најчешће користи гипс, с напоменом да је боље користити врсте гипса које се користе у зубарству.
Ретуш мора бити јасно уочљив како би се лако уклонио са предмета.

## Превентивна конзервација керамичких предмета
Предмете би требало чувати на температури од 18 до 25 °C. Препоручене вредности релативне влажности ваздуха најбоље да су између 40 и 65%. Пожељан ниво расвете варира од 50 до 250 лукса, зависно о врсти предмета и присутности ретуша или лепка на истом. Предмете је потребно чувати од загађеног ваздуха, прашине и ултраљубичастог зрачења. При руковању потребно је користити латекс рукавице. Потребно је што чешће контролисати стање, посебно стање археолошких предмета.